# Mount Fazio
Mount Fazio är ett berg i Östantarktis, vars topp når 2 670 meter över havet, eller 619 meter över den omgivande terrängen. Bredden vid basen är 3,8 km. Terrängen runt Mount Fazio är varierad.
Nya Zeeland gör anspråk på området.